# Луговая (Пушкинский район)

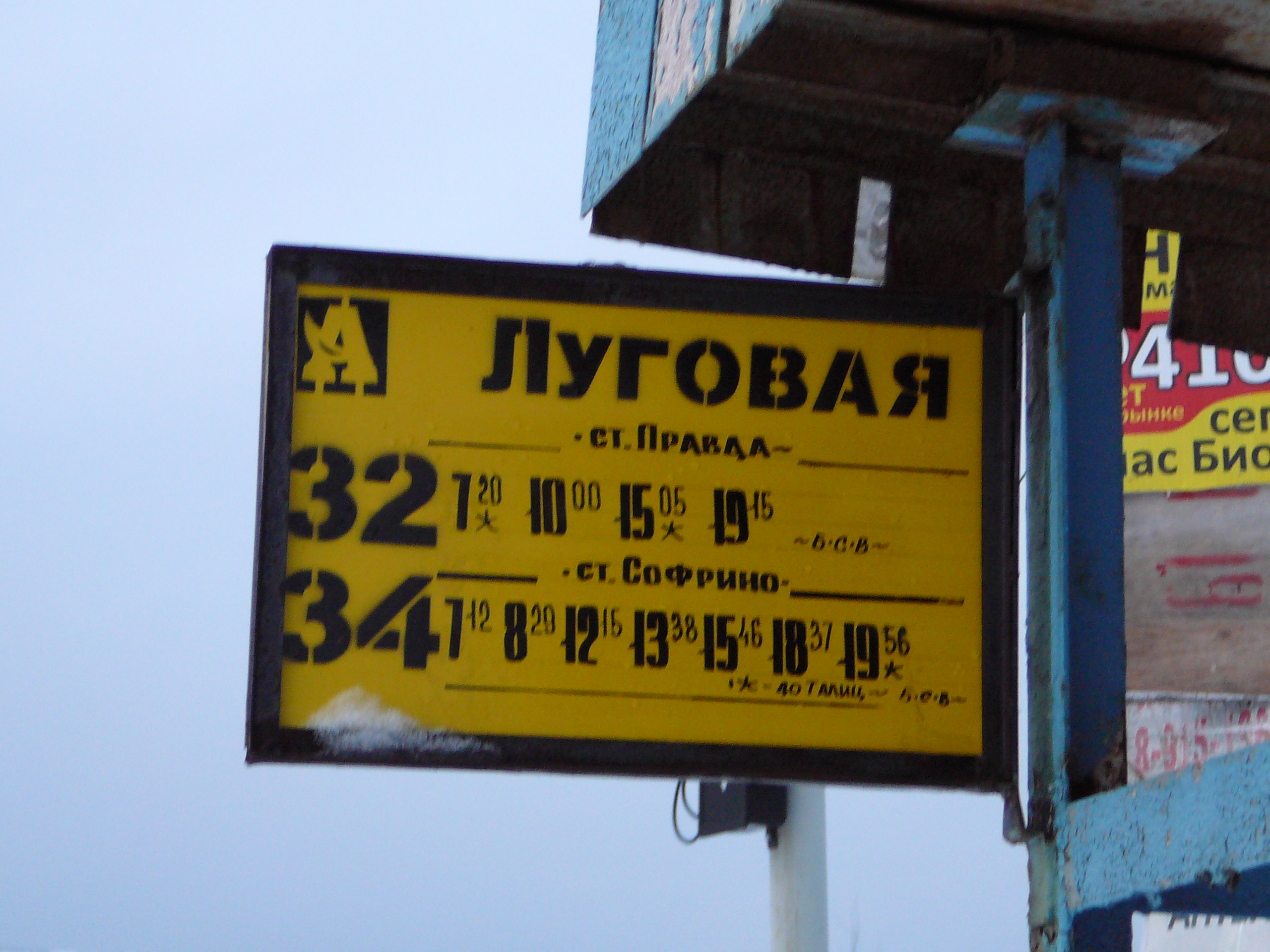
Автобусная остановка в Луговой

Луговая — деревня в Пушкинском районе Московской области России, входит в состав городского поселения Ашукино. Население — 15 чел. (2010).

## География
Расположена на севере Московской области, в северной части Пушкинского района, у границы с Сергиево-Посадским районом, примерно в 21 км к северу от центра города Пушкино и 36 км от Московской кольцевой автодороги, у истока реки Сумери бассейна Клязьмы.
В деревне 2 улицы — Луговая и Новая, приписано 9 садоводческих товариществ. В 7 км к востоку проходит линия Ярославского направления Московской железной дороги, в 11 км к востоку — Ярославское шоссе М8, в 7 км к югу — Московское малое кольцо А107. Ближайшие населённые пункты — деревни Горенки, Жилкино и Папертники. Связана автобусным сообщением с железнодорожными станциями Ашукинская, Правда и Софрино (маршруты № 32, 34).

## Население
| 1859 | 1890 | 1899 | 1926 | 2002 | 2006 | 2010 |
| ---- | ---- | ---- | ---- | ---- | ---- | ---- |
| 97   | ↗103 | ↘53  | ↗164 | ↘16  | →16  | ↘15  |

## История
В «Списке населённых мест» 1862 года — владельческая деревня 1-го стана Дмитровского уезда Московской губернии по правую сторону Московско-Ярославского шоссе (из Ярославля в Москву), в 30 верстах от уездного города и 24 верстах от становой квартиры, при пруде и колодце, с 14 дворами и 97 жителями (40 мужчин, 57 женщин).
По данным на 1899 год — деревня Митинской волости Дмитровского уезда с 53 жителями.
В 1913 году — 23 двора.
По материалам Всесоюзной переписи населения 1926 года — деревня Мурановского сельсовета Софринской волости Сергиевского уезда Московской губернии в 10,7 км от Ярославского шоссе и 9,6 км от станции Софрино Северной железной дороги, проживало 164 жителя (81 мужчина, 83 женщины), насчитывалось 30 крестьянских хозяйств.
С 1929 года — населённый пункт в составе Пушкинского района Московского округа Московской области. Постановлением ЦИК и СНК от 23 июля 1930 года округа как административно-территориальные единицы были ликвидированы.
Административная принадлежность
1929—1957, 1962—1963, 1965—1994 гг. — деревня Луговского сельсовета Пушкинского района.
1957—1960 гг. — деревня Луговского сельсовета Мытищинского района.
1960—1962 гг. — деревня Луговского сельсовета Калининградского района.
1963—1965 гг. — деревня Луговского сельсовета Мытищинского укрупнённого сельского района.
1994—2006 гг. — деревня Луговского сельского округа Пушкинского района.
С 2006 года — деревня городского поселения Ашукино Пушкинского муниципального района Московской области.